# Somali African Muki Organization
Somali African Muki Organization (SAMO) oder Somalisch-Afrikanische Muki-Organisation war der Name einer Organisation in Somalia, die sich für die Belange der ethnischen Minderheit der somalischen Bantu einsetzte. Diese Minderheit wird in Somalia aufgrund ihrer Abstammung von Sklaven, ihrer sesshaft-bäuerlichen Lebensweise und von der Bevölkerungsmehrheit abweichenden äußeren Merkmale diskriminiert.
Die Organisation wurde in den 1980er Jahren (1986, anderer Quelle zufolge 1983) von Bantu-Intellektuellen unter dem Namen Somali Agriculturalists Muki Organization gegründet. Muki bezeichnet auf Somali einen Baum, unter dem oft Versammlungen abgehalten werden.
Nach Beginn des somalischen Bürgerkrieges, von dem die Bantu stark betroffen waren, wurde die SAMO Anfang der 1990er Jahre in Somali African Muki Organization umbenannt. Dies spiegelt die Wandlung der Identität der „Bantu“ wider, die sich aufgrund der Kriegserfahrungen vermehrt als eigene Gruppe außerhalb der Somali-Mehrheit wahrnahmen. Vorsitzender der SAMO war damals Mohamed Ramadan Arbow. Da die internationale Gemeinschaft Sympathien für die somalischen Bantu hegte, wurde die SAMO 1993 an gesamtsomalischen Friedensverhandlungen in Addis Abeba beteiligt, obschon sie kaum politische und keine militärische Macht besaß. Aufgrund ihres Sympathiepotenzials versuchten daraufhin die übrigen somalischen Kriegsparteien, die SAMO für ihre Koalitionen zu gewinnen, was zu deren Spaltung zwischen der Somalischen Nationalallianz von Mohammed Farah Aidid und der Gruppierung von Ali Mahdi Mohammed führte.